# SAGEM myX-8
SAGEM myX-8 – model telefonu komórkowego marki SAGEM. Jest wyposażony w aparat cyfrowy 1.3 Mpx. Zasilany jest baterią Li-Ion o pojemności 760 mAh.

## Funkcje
- IrDA
- Bluetooth
- CSD
- GPRS
- WAP 2.0
- PDA
- Java 2.0
- dzwonki polifoniczne
- MP3
- AAC
- wiadomości SMS (T9)/EMS/MMS
- Inne: alarm wibracyjny, 300 kontaktów, profile, kalendarz, lista zadań, notatnik, zegarek, budzik, minutnik, dyktafon, system głośnomówiący